# Torre Morisca
La Torre Morisca o Puig de la Morisca és una muntanya de 183 metres que es troba al municipi de Roses, a la comarca catalana de l'Alt Empordà.